# حسين جافيد

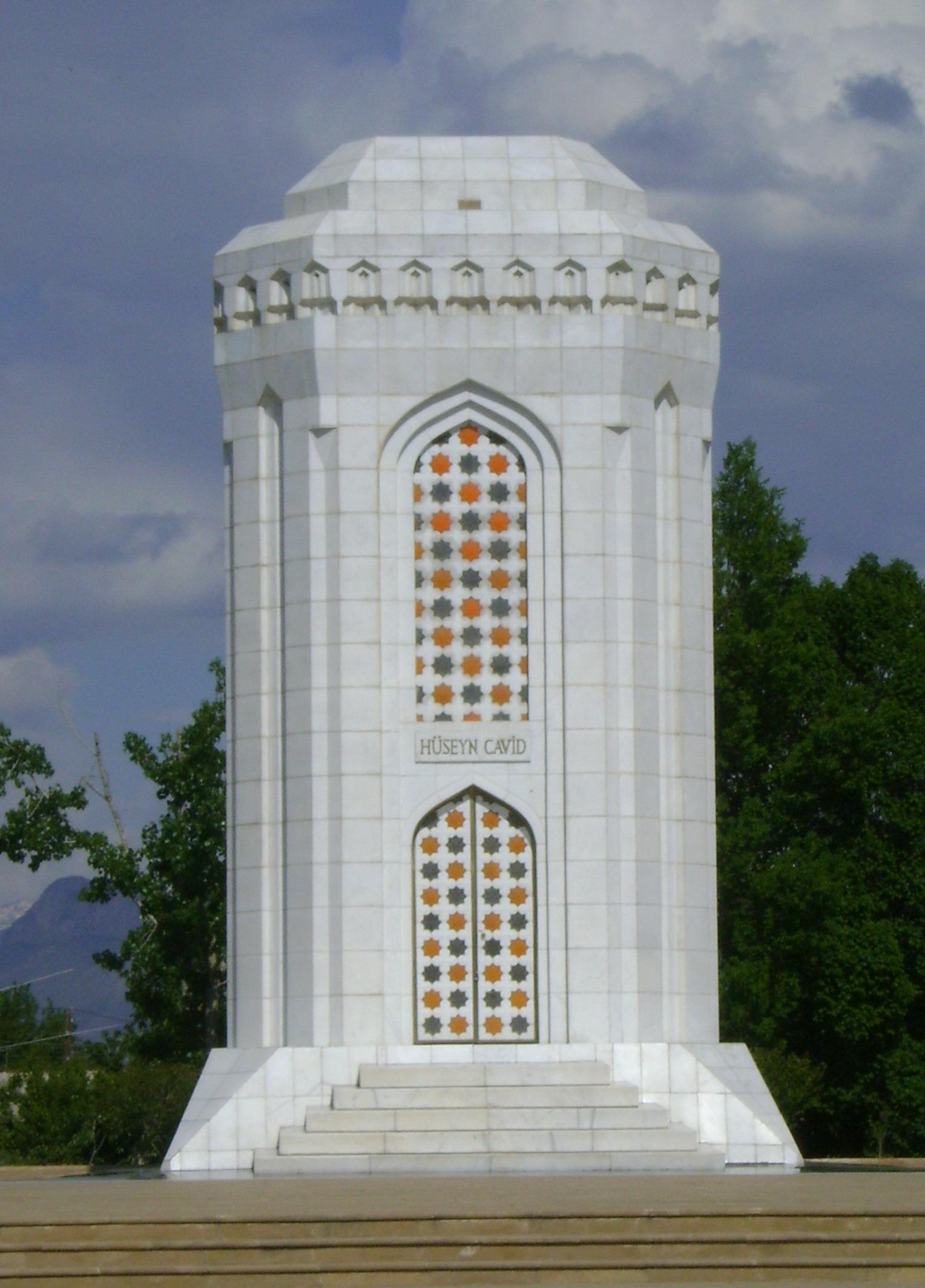
ضريح حسين جافيد

حسين جافيد (بالأذرية: Hüseyn Cavid) شاعر وكاتب مسرحي آذري مشهور ومن أهم كتاب الأدب الأذري الحديث، ولد في 24 أكتوبر 1882 في ناخيتشيفان، وتوفي في مدينة ماجادان في روسيا يوم 5 ديسمبر 1941.